# 7904 Morrow
7904 Morrow este un asteroid din centura principală de asteroizi.

## Descriere
7904 Morrow este un asteroid din centura principală de asteroizi. A fost descoperit pe 1 mai 1997 la Socorro, New Mexico, în cadrul proiectului LINEAR. El prezintă o orbită caracterizată de o semiaxă mare de 2,52 ua, o excentricitate de 0,13 și o înclinație de 2,3° în raport cu ecliptica.